# Mars 1814

## Événements
- 1er mars :

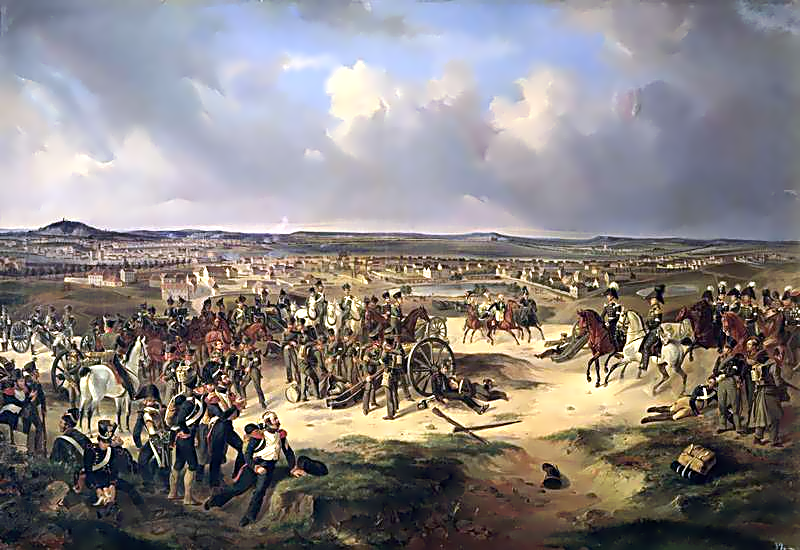
30 mars : bataille de Paris.

  - Quadruple alliance offensive et défensive signée entre l'Autriche, la Russie, la Prusse et le Royaume-Uni au traité de Chaumont[1].
- France : prise de Fort l'Écluse.

- 2 mars : seconde expédition de Burckhardt en Nubie. Parti de la vallée du Nil, il atteint Chendi le 4 avril, puis Suakin le 26 juin d'où il embarque pour Djeddah qu'il atteint le 28 juillet[2].

- 6 - 7 mars : victoire de Napoléon sur Blücher sur le plateau de Craonne.

- 8 mars : défense de Berg-op-Zoom[3].

- 9 mars : le pacte de Chaumont lie les coalisés entre eux jusqu’à la victoire finale sur Napoléon.

- 9 - 10 mars : échec de Napoléon contre Blücher à Laon.

- 12 mars : Wellington prend Bordeaux, appelé par son maire.

- 13- 14 mars :Bataille de Reims remportée par Napoléon contre les troupes russes du général Guillaume Emmanuel Guignard de Saint-Priest,mortellement blessé au combat.

- 17 - 23 mars, France : combat des Balmettes.

- 20 - 21 mars : échec français contre Schwartzenberg à Arcis-sur-Aube.

- 21 mars : les Autrichiens prennent Lyon.

- 22 mars : début du règne de Ferdinand VII d'Espagne, de retour d'exil (fin en 1833)[4]. Il rétablit l’absolutisme le 4 mai et casse les décisions des Cortes de Cadix concernant l’abolition des droits féodaux et la mise en application de la Constitution[5]. L’Inquisition est rétablie (21 juillet)[6].

- 27 mars, Guerre Creek, États-Unis : victoire sanglante d’Andrew Jackson sur les Bâtons-Rouges à la bataille de Horseshoe Bend, près de Dadeville dans l'Alabama, qui met fin à la Guerre creek. Les Bâtons-Rouges sont pris à revers par des auxiliaires cherokees. Près de 800 Indiens sont tués. À la suite de cette bataille, Andrew Jackson négocie neuf des onze traités qui font abandonner petit à petit leurs terres aux Cinq tribus civilisées (Cherokees, Chickasaws, Choctaws, Séminoles et Creeks), ainsi nommées car sédentaires et pratiquant l'agriculture. De 1814 à 1824, des membres de ces nations migrent volontairement.

- 28 mars :
  - France : combats de Claye et de Villeparisis.
  - Guerre de 1812, États-Unis : la frégate américaine USS Essex est capturée par deux navires britanniques, au nord du port de Valparaíso au Chili.

- 29 mars : constitution aux Pays-Bas adoptée par une assemblée de notables[7].

- 30 mars :
  - France : Paris capitule.
  - Guerre de 1812, frontière St. Lawrence-Lac Champlain : bataille du moulin de Lacolle. Les Américains tentent de capturer Lacolle, (Québec), mais ils échouent.

- 31 mars : entrée des Alliés à Paris.

## Naissances
- 28 mars : Arsène Houssaye, poète, journaliste et auteur dramatique français.

## Décès
- 26 mars : Joseph Ignace Guillotin (né en 1738), médecin et homme politique français.
- 31 mars : Pierre Sonnerat (né en 1748), naturaliste et explorateur français.